# アブディワヒド・エルミ・ゴンジェ
アブディワヒド・エルミ・ゴンジェ (ソマリ語: Cabdiwaahid Elmi Goonjeh、アラビア語: وحيد عبدي علمي غونجاه）は、ソマリアの政治家。同国の首相代行、副首相などを歴任した。

## 経歴
ソマリ族出身。2009年2月21日に副首相兼エネルギー・石油大臣に就任。2010年7月4日には副首相兼輸送・道路大臣に就任した。同年9月21日のオマル・アブディラシド・アリ・シルマルケ首相の辞任を受け、9月24日から10月31日まで首相代行を務めた。